# Lapis manalis
El Lapis manalis (o pedra manal) és el nom de dues pedres rituals, segurament diferents, de l'antiga Roma: l'una vinculada al Mundus, un pou circular destinat a ofrenes a déus i dees subterranis i excavat durant la fundació de Roma per Ròmul. L'altra es vincula al culte de Mart, amb cerimònies per fer caure la pluja i que correspon a una funció màgica de la pedra de pluja, que també apareix en altres tradicions europees.

## Etimologia
Les dues pedres també corresponen a dues etimologies diferents:
- Els manes, divinitats ctòniques, a vegades considerades com a representants de les ànimes dels difunts. Com a deïtats pertanyents al culte domèstic i personal, pertanyen en gran part a la categoria "dels que viuen a baix", el col·lectiu indiferenciat dels morts divins. En llatí, la paraula significa 'bé', siga per antífrasi o sense restricció.[1] El culte als manes és un culte als ancestres.[2]

- del llatí Manamens que significa 'fluïdesa' i del verb Manare, que significa 'fluir', d'ací ve la traducció de 'pedra que flueix' o 'pedra que degota' i que correspon a la segona pedra vinculada a les cerimònies de pluja.[3][4]

## La pedra ctònica
El Mundus és el nom etrusc del pou circular que es destinava a ofrenes a les deïtats subterrànies, la ubicació del qual es defineix pel ritu del templum del límit etrusc de la fundació de ciutats. Entre els romans, que adoptaren molts dels ritus etruscs, l'excavà durant la fundació de Roma Ròmul a prop del Comitium i correspondria a la ubicació ocupada per l'Umbilicus Urbis Romae.
El lapis manalis era la pedra sagrada que cobria i tancava el pou, i així impedia la comunicació entre els morts i els vius. La pedra s'alçava tres vegades a l'any, el 24 d'agost, el 6 d'octubre i el 8 de novembre, perquè les ànimes dels difunts poguessen comunicar-se amb els vius: "Dies malvats i terribles", escriu M. A. Grenier, "la misteriosa multitud d'esperits de baix s'estengué per la superfície de la terra, per les ciutats i les cases. Hauria estat imprudent emprendre qualsevol negoci públic o privat en aquest cas, sense influències nocives." En aquestes ocasions, els fruits de la collita es llencen al lloc com a ofrena als morts.

## La pedra de la pluja
Una altra pedra amb el mateix nom es va col·locar al Temple de Mart Gradivus, decorat amb un centenar de columnes, a prop de la Porta Capena i de l'actual església de San Cesareo de Appia. La pedra devia tenir forma cilíndrica i potser era buida. S'ha proposat, sense proves, que la pedra era un meteorit.

### El ritual
La pedra era invocada en èpoques de sequera. El ritual s'incloïa en la cerimònia de l'Aquaelicium, en forma de processó presidida pels pontífexs en persona (cosa que n'acredita la importància). L'acte que era l'episodi distintiu s'anomenava movere o trahere lapidem. La pedra que es trobava al temple de Mart, fora muralles de Roma, la tragueren per dipositar-la davant la Porta Capena, o al Temple de Júpiter Capitolí. Es creia que l'acte de tornar a col·locar la pedra dins les muralles de Roma provocava pluja.
Sembla que en el culte etrusc primerenc, s'abocava aigua sobre la pedra per atraure la pluja, en un acte de màgia simpàtica.

### Origen de la tradició
El jurisconsult Labco esmenta els manales petrae, pedres col·locades als camps, que es feien rodar en èpoques de sequera per obtenir pluja. Aquesta pràctica constava en els llibres sagrats de Tages i formava part de la disciplina augural dels etruscs.

### Tradició de les pedres de pluja o pedresmanales
La tradició de les pedres de pluja, ja coneguda des de l'antiguitat etrusca, persistí si més no esporàdicament a l'estat francés. Per exemple, fins a mitjan segle XIX, es feia  una processó que arribava a un camp anomenat Vas, a Isèra, on s'aixecava una determinada pedra, una, dues o tres vegades, depenent de la quantitat d'aigua desitjada. Dos-cents anys abans, aquest costum fou observat al mateix lloc per un historiador autòcton, que casualment era el propietari del camp, i informa que la pedra havia format part de l'altar d'una església destruïda.